# Едісон Міранда
Едісон Міранда (ісп. Edison Miranda; нар. 7 січня 1981, Буенавентура) — колумбійський професійний боксер, відомий тим, що був з дитячих років безпритульним, виживав на смітниках серед безхатченків і мріяв про кар'єру боксера.

## Ранні роки
Едісон народився в бідній сім'ї. Його матір'ю була 14-річна дівчина-підліток. Коли йому виповнилося два місяці, мати віддала його своїм рідним. У дев'ять років, не витримавши знущань рідні, Едісон втік з дому і став безпритульним. Вижити на смітниках серед безхатченків Едісону допомагала мрія стати боксером, стати чемпіоном.
Усі гроші, що з'являлися у Едісона, він відкладав для занять у одному з боксерських залів міста. З 15 років він займався боксом і жив в залі, прибираючи його після занять. Щоб оплачувати тренування, Едісон здавав кров і брав участь у вуличних боях.

## Спортивна кар'єра
1997 року Міранда дебютував на аматорському ринзі, але незважаючи на численні перемоги не зміг пройти відбір на Олімпійські ігри 2000.
2001 року розпочалася його професіональна кар'єра.
За 2001—2004 роки Міранда провів 20 боїв, в яких здобув 20 перемог нокаутом.
2005 року Міранда підписав контракт з американськими промоутерами. 20 травня 2005 року провів дебютний бій в США, здобувши перемогу над американцем Семом Різом одностайним рішенням суддів, і вже 16 червня 2005 року вийшов на бій за три другорядних титула проти нікарагуанця Хосе Варела. Бій Міранда — Варела завершився перемогою колумбійця одностайним рішенням суддів.
Здобувши ще дві перемоги, 24 березня 2006 року Міранда зустрівся з Говардом Істманом (Гаяна) в бою за звання обов'язкового претендента на титул чемпіона світу за версією IBF в середній вазі. Бій закінчився технічним нокаутом Істмана в сьомому раунді. Істман зазнав першої дострокової поразки в кар'єрі, а Міранда став обов'язковим претендентом для непереможного чемпіона IBF Артура Абрахама (Німеччина).

### Міранда проти Артура Абрахама
23 вересня 2006 року відбувся бій Едісон Міранда — Артур Абрахам, який виявився «брудним» і складним для суддівства. Наприкінця четвертого раунду Міранда провів лівий аперкот і, як виявилося пізніше, зламав Абрахаму щелепу. В поєдинку виникла пауза на чотири з половиною хвилини, під час якої німецького боксера оглядав лікар, а супервайзер поєдинку і команди боксерів вирішували, чи повинен бути зупинений бій. Абрахам за наполегливого умовляння команди вирішив продовжувати бій. До кінця дванадцятого раунду у нього з роту не припинялася кровотеча. У сьомому та одинадцятому раундах з Міранди рефері знімав штрафні очки за удари нижче поясу. Результатом бою стала досить спірна перемога Абрахама одностайним рішенням суддів. Чемпіон зберіг свій титул, Міранда зазнав першої поразки. Міжнародна боксерська федерація повідомила, що перегляне результат поєдинку через зупинку бою в четвертому раунді, але потім залишила його незмінним.
Після бою з Абрахамом Міранда здобув дві перемоги над міцним американцем Віллі Гібсом (нокаутом) та непереможним американцем Аланом Гріном (за очками).

### Міранда проти Келлі Павліка
19 травня 2007 року відбувся бій Едісона Міранди з непереможним американцем Келлі Павліком (30-0, 27KO). Жорстокий видовищний поєдинок завершився достроковою перемогою Павліка в сьомому раунді. В шостому раунді Міранда двічі побував в нокдауні. Колумбієць зазнав першої дострокової поразки.
Після бою з Павліком Міранда перейшов до другої середньої ваги.

### Міранда проти Девіда Бенкса
11 січня 2008 року Міранда провів бій проти американської зірки телепроєкту «Претендент» Девіда Бенкса. У третьому раунді колумбійський боксер завдав потужного удару правою, після якого суперник вилетів за канати і, хоч і вибрався звідти, був не в змозі продовжувати бій. Нокаут Бенкса Мірандою був визнаний телеканалом ESPN і журналом «Ринг» нокаутом року.

### Міранда проти Артура Абрахама II
21 червня 2008 року відбувся бій-реванш Едісон Міранда — Артур Абрахам у договірній вазі до 166 фунтів, тому титул чемпіона у цьому поєдинку не розігрувався. В четвертому раунді Абрахам завдав зустрічного удару лівою і надіслав Міранду в нокдаун. Міранда підвівся, але суперник кинувся на добивання і знов збив колумбійця з ніг. Міранда знов підвівся, але Абрахам завдав чергового точного удару, і після падіння Міранди рефері просигналізував про зупинку поєдинку навіть не починаючи відлік.

### Міранда проти Андре Ворда
16 травня 2009 року Міранда вийшов на бій проти американського Олімпійського чемпіона 2004 непереможного Андре Ворда (18-0, 12KO). Ворд здобув впевнену перемогу за очками одностайним рішенням суддів. По завершенню своєї зіркової кар'єри Ворд визнав, що з усіх його боїв бій з Мірандою був одним з самих складних.

### Міранда проти Лучіана Буте
17 квітня 2010 року Едісон Міранда вийшов на бій проти чемпіона світу за версією IBF в другій середній вазі Лучіана Буте (Румунія). В третьому раунді Міранда пропустив декілька ударів і опустив руки, щоб продемонструвати, що удари не завдали йому ніякої шкоди. Але за кілька секунд він пропустив відчутний лівий аперкот в підборіддя, після якого опинився в нокдауні. Він зумів піднятися, але рефері вирішив, що колумбієць не готовий продовжувати бій, і вирішив зупинити поєдинок. Міранда втратив останній шанс стати чемпіоном світу.
Після бою з Буте Міранда змагався в ринзі з такими відомими боксерами, як Йорданіс Деспан, Айзек Чілемба, Тоні Белью, Елейдер Альварес, Юніел Дортікос, але зазнав поразки в поєдинку з кожним з них.
7 вересня 2014 року Міранда провів на батьківщині в Колумбії в місті Толу останній бій.

### Проблеми з законом
У січні 2015 року Міранда був оголошений у федеральний розшук. За словами представників поліції, Міранда входив до складу міжнародної злочинної групи, яка займалася поширенням наркотиків та відмиванням грошей. Міранда брав участь у відмиванні грошей. 9 лютого 2015 року Міранда явився з повинною до поліції, вніс заставу і був відпущений додому з умовою в будь-який час бути доступним для поліції.